# Meloisey
Meloisey – miejscowość i gmina we Francji, w regionie Burgundia-Franche-Comté, w departamencie Côte-d’Or.
Według danych na rok 1990 gminę zamieszkiwało 318 osób, a gęstość zaludnienia wynosiła 26 osób/km² (wśród 2044 gmin Burgundii Meloisey plasuje się na 598. miejscu pod względem liczby ludności, natomiast pod względem powierzchni na miejscu 784.).